# Igłowice (województwo opolskie)
Igłowice (niem. Haugendorf) – wieś w Polsce położona w województwie opolskim, w powiecie namysłowskim, w gminie Namysłów.
Przez miejscowość przebiega droga krajowa nr 39.